# Джаннаттасио, Луис
Луис Джаннаттасио Финочьетти (исп. Luis Giannattasio Finocchietti; 1894, Монтевидео, Уругвай — 7 февраля 1965, Пунта-дель-Эсте, Уругвай) — уругвайский политический и государственный деятель, бизнесмен и инженер-строитель, председатель Национального Совета Правительства Уругвая (1964—1965).

## Биография
В 1918 г. окончил математический факультет Республиканского университета, получив образование в области дорожного и мостового инженерного дела; продолжил своё образование в Массачусетском технологическом институте. По возвращении на родину, работал в муниципалитете Монтевидео, а также в университете, где он с 1921 г. возглавлял курсы в области гидравлики, гражданского строительства, здравоохранения и инженерии и администрирования в сфере строительства.
- 1945—1947 гг. — член Правления уругвайской Строительной палаты,
- 1946—1950 гг. — член Правления Ассоциации машиностроения. Затем становится одним из основателей и президентом Панамериканской инженерной ассоциации, почетным президентом которой был избран в 1960 г. Также являлся членом консультативного комитета Всемирной организации здравоохранения.

В развитии политической карьеры входил в число лидеров Национальной партии, в 1959—1963 гг. — министр строительства Уругвая.
С 1963 г. — член, с марта 1964 г. — председатель Национального Совета Правительства Уругвая. Во время его срока страну посетил тогдашний президент Франции Шарль де Голль.
Находясь на этом посту, скоропостижно скончался в феврале 1965 г., через несколько дней после участия в похоронах Уинстона Черчилля в качестве представителя Уругвая.